# (990) Yerkes
(990) Yerkes – planetoida z grupy pasa głównego asteroid okrążająca Słońce w ciągu 4 lat i 131 dni w średniej odległości 2,67 au. Została odkryta 23 listopada 1922 roku w Obserwatorium Yerkes w Williams Bay przez George’a Van Biesbroecka. Nazwa pochodzi od obserwatorium, w którym została odkryta. Przed nadaniem nazwy planetoida nosiła oznaczenie tymczasowe (990) 1922 MZ.